# Saint Andrew North West (circunscripción electoral)

Saint Andrew North West en Granada.

Saint Andrew North West es una de las quince circunscripciones electorales en las que se divide Granada para las elecciones a la Cámara de Representantes. Comprende el extremo noroeste de la parroquia de Saint Andrew, segunda más poblada del país, y es una de las tres circunscripciones electorales granadinas que no tienen salida al mar.
La circunscripción se creó para las elecciones generales de 1972 con la división de Saint Andrew North. Desde su creación se ha mantenido históricamente competitiva, y la mayoría de sus representantes han sido mujeres. Su actual representante es Delma Thomas, en el cargo desde 2013.
De cara a las elecciones de 2022, la circunscripción tenía 4.798 electores registrados.

## Representantes electos
| Elección | Partido | Partido                            | Parlamentario   |
| -------- | ------- | ---------------------------------- | --------------- |
| 1972     |         | Partido Laborista Unido de Granada | Nadia Benjamin  |
| 1976     |         | Partido Laborista Unido de Granada | Innocent Belmar |
| 1984     |         | Nuevo Partido Nacional             | Alleyne Walker  |
| 1990     |         | El Partido Nacional                | Alleyne Walker  |
| 1995     |         | Nuevo Partido Nacional             | Laurina Waldron |
| 1999     |         | Nuevo Partido Nacional             | Laurina Waldron |
| 2003     |         | Congreso Nacional Democrático      | Alleyne Walker  |
| 2008     |         | Congreso Nacional Democrático      | Alleyne Walker  |
| 2013     |         | Nuevo Partido Nacional             | Delma Thomas    |
| 2018     |         | Nuevo Partido Nacional             | Delma Thomas    |
| 2022     |         | Nuevo Partido Nacional             | Delma Thomas    |